# Echinotheridion urarum
Echinotheridion urarum är en spindelart som beskrevs av Buckup och Marques 1989. Echinotheridion urarum ingår i släktet Echinotheridion och familjen klotspindlar. Inga underarter finns listade i Catalogue of Life.